# Anzio
Anzio là một đô thị và cộng đồng (comune) ở tỉnh Roma trong vùng Lazio nước Ý, cự ly khoảng 56 km (35 mi) về phía nam Roma.
Đô thị Anzio có diện tích 43,43 ki lô mét vuông, dân số thời điểm năm 2008 là 52.192 người.
Đô thị này có các đơn vị dân cư (frazioni) sau: Anzio Colonia, Cincinnato, Falasche, Lavinio Mare, Lavinio Stazione, Lido dei Gigli, Lido dei Pini, Lido delle Sirene, Marechiaro, Villa Claudia.
Các đô thị giáp ranh: 
Thành phố có cảng cá, là một nơi có phà và thủy phi cơ đến quần đảo Pontine của Ponza, Palmarola và Ventotene.